# 호러스 로버트슨

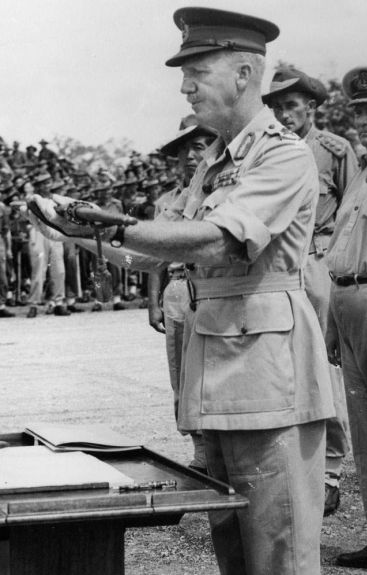

호러스 로버트슨(Horace Robertson)은 오스트레일리아의 군인이다.

## 한국 전쟁
주한 영연방군의 초대 사령관이었다.